# Vedanā
Vedanā (Pāli och sanskrit : वेदना), känsloton, är en gammal term som ofta har översatts till engelska som antingen "feeling" eller "sensation". Enligt buddhistisk perceptionsteori refererar vedanā till de behagliga, obehagliga och neutrala förnimmelser som uppstår när våra inre sinnesförmågor kommer i kontakt med yttre sinnesobjekt och deras motsvarande sinnesmedvetande. Vedanā motsvarar väl begreppet valens eller "hedonisk ton" inom psykologin. 
I buddhismen återfinns vedanā i olika sammanhang som:
- en av de sju universella mentala faktorerna i Theravāda Abhidharma.
- en av de fem universella mentala faktorerna i Mahāyāna Abhidharma.
- en av de tolv länkarna av betingad uppkomst  (i både Theravāda och Mahāyāna traditioner).
- en av de fem skandaerna (i både Theravāda och Mahāyāna traditioner).
- ett av fokusobjekten bland de fyra grunderna för mindfulnessövningar.

I sammanhanget de tolv länkarna, leder begär efter klängande till vedanā till lidande; på motsvarande sätt kan koncentrerad medvetenhet om, och tydlig förståelse av vedanā leda till upplysning och utplåning av orsakerna till lidande.

## Definitioner

### Theravada
Bhikkhu Bodhi skriver:
Känsloton är den mentala faktor som erfar ett föremål. Det är det affektiva tillstånd i vilket objektet upplevs. Pali-ordet vedanā betyder inte "känslor" (som verkar vara ett mer komplext fenomen som innefattar en mängd samverkande mentala faktorer), det är den rent affektiva tonen hos en upplevelse, som kan vara antingen behaglig, smärtsam eller neutral....
Nina van Gorkom skriver:
När vi studerar Abhidhamma förstår vi att vedanā inte är detsamma som vad vi menar med att "känsla" i konventionell mening. Känsla är nāma, den upplever något. En känslan uppstår aldrig ensam; det följer med citta och andra cetasikas och den är betingad av dem. Därmed är känsla en betingad nāma. Citta känner inte, den uppfattar objektet och vedanā känner...
Alla känslotoner har funktionen att uppleva smaken, tonen av ett föremål (Attasālinī, I, Del IV, Kapitel I, 109). Atthasālinī använder en liknelse för att illustrera att känslotonen upplever smaken av ett föremål och att citta och de andra cetasikaerna som uppstår tillsammans med känslan upplever smaken endast delvis. En kock som har förberett en måltid åt kungen testar bara maten och erbjuder den sedan till kungen som njuter av smaken av den:
...and the king, being lord, expert, and master, eats whatever he likes, even so the mere testing of the food by the cook is like the partial enjoyment of the object by the remaining dhammas (the citta and the other cetasikas), and as the cook tests a portion of the food, so the remaining dhammas enjoy a portion of the object, and as the king, being lord, expert and master, eats the meal according to his pleasure, so feeling, being lord, expert and master, enjoys the taste of the object, and therefore it is said that enjoyment or experience is its function.
Alla känslor har alltså det gemensamt att de upplever "smaken/tonen" av ett föremål. Citta och de andra medföljande cetasikas upplever också föremålet, men känslotonen upplever det på sitt eget karaktäristiska sätt. 

### Mahayana
Abhidharma-samuccaya säger:
What is the absolutely specific characteristic of vedana? It is to experience. That is to say, in any experience, what we experience is the individual maturation of any positive or negative action as its final result.
Mipham Rinpoche säger: 
Sensations are defined as impressions.
The aggregate of sensations can be divided into three: pleasant, painful, and neutral. Alternatively, there are five: pleasure and mental pleasure, pain and mental pain, and neutral sensation.
In terms of support, there are six sensations resulting from contact...
Alexander Berzin beskriver denna mentala faktor som att ha en känsloton (tshor-ba, Skt. vedanā) av en viss grad av lycka. Han säger: 
When we hear the word “feeling” in a Buddhist context, it’s only referring to this: feeling some level of happy or unhappy, somewhere on the spectrum. So, on the basis of pleasant contacting awareness—it comes easily to mind—we feel happy. Happiness is: we would like it to continue. And, on the basis of unpleasant contacting awareness—it doesn’t come easily to the mind, we basically want to get rid of it—we feel unhappiness. “Unhappiness” is the same word as “suffering” (mi-bde-ba, Skt. duhkha). Unhappiness is: I don’t want to continue this; I want to be parted from this.
Och neutral kontaktmedvetenhet. Vi känner oss neutrala till det – vill varken fortsätta med det eller avbryta det...

### Relation till "emotioner"
Vedanā är den distinkta valensen eller "hedoniska tonen" som beskrivs i emotionell psykologi (emotional psychology), neurologiskt identifierad och isolerad.
Nutida lärare som Bhikkhu Bodhi och Chögyam Trungpa Rinpoche klargör förhållandet mellan vedanā (ofta översatt som "känslor") och västerländska föreställningar om "känslor" eller "emotioner".
Bhikkhu Bodhi skriver:
"The Pali word vedanā does not signify emotion (which appears to be a complex phenomenon involving a variety of concomitant mental factors), but the bare affective quality of an experience, which may be either pleasant, painful or neutral."
Chögyam Trungpa Rinpoche skriver:
"In case [i.e. within the Buddhist teachings] 'feeling' is not quite our ordinary notion of feeling.  It is not the feeling we take so seriously as, for instance, when we say, 'He hurt my feelings.'  This kind of feeling that we take so seriously belongs to the fourth and fifth skandhas of concept and consciousness."

## Attribut
I allmänhet beskriver Pali-kanonen vedanā i termer av tre "lägen" och sex "klasser". Vissa undervisningar diskuterar alternativa uppräkningar som innehåller upp till 108 olika typer.
I kanoniska texter (Sutta Pitaka) säger Buddha att vedanā har tre former, eller lägen:
- behagligt (sukhā)
- obehaglig (dukkhā)
- varken trevlig eller obehaglig (adukkham-asukhā, "ambivalent", ibland kallad "neutral" i översättning) 

På andra ställen i Pali-kanonen anges att det finns sex klasser av vedanā, motsvarande förnimmelser som uppstår vid kontakt (IAST: sparśa ; Pali: phassa) mellan ett inre sinnesorgan (IAST: āyatana; det vill säga öga, öra, näsa, tunga, kropp eller sinne), ett yttre sinnesobjekt och det associerade medvetandet (IAST: vijnana; Pali: viññāna). Med andra ord:
- känsloton som uppstår av kontakt mellan öga, synlig form och ögonmedvetandet
- känsloton som uppstår av kontakt mellan örat, ljud och öronmedvetande
- känsloton som uppstår av kontakt med näsa, lukt och näsmedvetande
- känsloton som uppstår från kontakt mellan tunga, smak och tungmedvetande
- känsloton som uppstår från kontakt mellan kropp, beröring och kroppsmedvetande
- känsloton som uppstår från  kontakt mellan sinnet (mano), tankar (dhamma) och sinnesmedvetandet

### Två, tre, fem, sex, 18, 36 eller 108 typer
I några lärotal antyds en mängd olika typer av vedanā, allt ifrån två till 108 stycken, enligt följande:
- två typer av känslotoner: fysiska och mentala
- tre typer: behagliga, smärtsamma, neutrala
- fem typer: fysiskt behagligt, fysiskt smärtsamt, psykiskt behagligt, psykiskt smärtsamt, neutralt
- sex typer: en för varje sinnesförmåga (öga, öra, näsa, tunga, kropp, sinne)
- 18 typer: en utvidgnig av de ovannämnda tre mentala typerna av känslotoner (mentalt behagliga, psykiska smärtsamma, jämlika) kombinerat med de tidigare sex sinnesförmågorna
- 36 typer: de nyss nämnda 18 typerna, med en variant för varje för lekfolk och en för varje för munkar och nunnor.
- 108 typer: de tidigare nämnda 36 typerna för det förflutna, för nuet och för framtiden 

I Pali-litteraturen som helhet, finner vi i Visuddhimagga en betoning av  fem typer av vedanā: fysisk njutning (sukha); fysiskt missnöje (duka); mental lycka (somnats); mental olycka (domanassa); och jämnmod (upekkhā).

## Kanoniska uppräkningar
Vedanā är ett centralt fenomen i följande ofta förekommande uppräkningar i Pali-kanonen:
- de fem aggregaten
- den betingade uppkomstens tolv länkar
- de fyra grunderna för mindfulness

### Mentala aggregat
Vedanā är en av de fem aggregaten (Skt.: skandha ; Pali: khandha) som är grunden till fixering (Skt., Pali: upādāna). I kanonen, som antytts ovan, uppstår känsloton från kontakten mellan ett sinnesorgan, sinnesobjekt och medvetande.

### Viktigt villkor
I Chain of Conditioned Rising (Skt: pratītyasamutpāda ; Pali: paṭiccasamuppāda), förklarar Buddha att:
- vedanā uppstår med kontakt (phassa) som villkor
- vedanā fungerar som villkor för begär (Pali: taṇhā ; Skt.: tṛṣṇā). [11]

I det postkanoniska Visuddhimagga (400-talet) identifieras känsloton (vedana) som att samtidigt och oskiljaktigt uppstår från medvetandet (viññāṇa) och sinnet-och-kroppen (nāmarūpa).  Å andra sidan, medan texten identifierar känsoton som avgörande för begäret och dess mentala följder som leder till lidande så identifieras inte förhållandet mellan känsloton och begär som samtidigt eller som karmiskt nödvändigt. 

### Grund för "mindfulness"
Genom hela kanonen finner vi hänvisningar till de fyra "grunderna för mindfulness" (satipaṭṭhāna): kropp (kāya), känsloton (vedanā), sinnestillstånd (citta) och mentala upplevelser (dhammā). Dessa fyra grunder är finns bland de sju uppsättningarna av egenskaper som bidrar till upplysning (bodhipakkhiyādhammā). Användningen av vedanā och den andra satipaṭṭhāna i buddhistiska meditationsövningar finner vi i Satipaṭṭhāna Sutta och Ānāpānasati Sutta.

### Visdomsövningar
Varje form av vedanā åtföljs av dess motsvarande underliggande tendens eller besatthet (anusaya). Den underliggande tendensen till behaglig vedanā är samma tendens som den för; tendensen för obehaglig vedanā är samma tendensen till aversion, och för varken behaglig eller obehaglig, tendensen till ovetande.
I kanonen beskrivs att meditation med koncentration (samādhi) på vedanā kan leda till djup medvetenhet (sati) och klar insikt (IAST: sampajañña) Med denna utveckling kan man direkt inom sig själv uppleva förgänglighetens (anicca) sanning och klängandets natur (upādāna). Detta i sin tur kan i slutändan leda till befrielse av sinnet (nibbāna).

## Alternativa översättningar
Alternativa översättningar för termen vedana är:
- Känsla från "Feeling" (Nina van Gorkom, Bhikkhu Bodhi, Alexander Berzin)
- "Feeling some level of happiness" (Alexander Berzin)
- Känsloton, "Feeling-tone"(Herbert Guenther)
- "Sensation" (Erik Pema Kunsang)